# 鄭氣
鄭氣（？年—？年），字浩然，直隶河间府静海县人。明朝政治人物，正德甲戌進士。

## 生平
正德五年（1510年）庚午科順天鄉試舉人，正德九年（1514年）甲戌科進士。授涇縣知縣，十四年十一月选授山東道試監察御史，十五年五月实授，嘉靖三年（1524年）二月復除陕西道御史，巡按陕西，出为貴州布政司右参政，十六年十一月升河南按察使，十七年八月升本省右布政使，官至陕西右布政。